# پژوهشکده تاریخ علم
پژوهشکده تاریخ علم یکی از مراکز تحقیقات تاریخی در ایران و وابسته به دانشگاه تهران می‌باشد.

## تاریخچه
مطالعه تاریخ علم در دوره اسلامی نقش اساسی را در ایجاد و تقویت هویت ملی و معنوی ایفا می‌کند. همچنین مردم ایران می‌بایست در زمینه معرفی دانشمندان اسلامی و دست‌آوردهای ایشان نقش مهمی را ایفا کنند. به همین خاطر و به منظور تحقق رساندن رسالت پژوهشی دانشگاه تهران، پژوهشکده تاریخ علم تأسیس شد. پژوهشکده تاریخ علم دانشگاه تهران در سال ۱۳۷۵ ش. با کسب موافقت اصلی شورای گسترش آموزش عالی وزارت علوم تحقیقات و فناوری تأسیس شد. هدف اصلی پژوهشکده، پژوهش و آموزش در زمینه تاریخ علوم در دوره اسلامی است. سه گروه تاریخ ریاضی، تاریخ نجوم و تاریخ فیزیک و فناوری در این پژوهشکده فعالیت دارند. شورای پژوهشی ۹ نفره مرکب از استادان ۳ دانشکده الهیات و معارف اسلامی، ادبیات و علوم انسانی و علوم برای سیاستگذاری و پیشبرد برنامه‌های تعیین شده‌است.

## گروه‌ها
پژوهشکده تاریخ علم هرساله علاوه بر فعالیت‌های پژوهشی، اقدام به جذب دانشجو می‌نماید:
گروه‌های پژوهشی و آموزشی پژوهشکده تاریخ علم دانشگاه تهران عبارت انداز:
- تاریخ ریاضی
- تاریخ نجوم
- تاریخ پزشکی و داروسازی
- تاریخ فیزیک و فناوری

## فعالیت‌های پژوهشی
اقدامات اولیه برای پذیرش دانشجو در دوره کارشناسی ارشد تاریخ علم صورت گرفته و نیز پژوهشکده در نظر دارد رشته‌های بیشتری را در آینده نزدیک به برنامه‌های خود اضافه کند. از زمان تأسیس، پژوهشکده تاریخ علم ۳ کنگره بین‌المللی و ۱۰ سخنرانی علمی برگزار کرده‌است و منابع محتلف فارسی، انگلیسی و عربی را برای دانشجویان این پژوهشکده فراهم آورده‌است. هدف اصلی این پژوهشکده به شرح زیر می‌باشد:
- اجرای طرحهای پژوهشی در زمینه‌های تاریخ علم شامل علوم غیر تجربی (ریاضی، نجوم، فیزیک و فناوری) و علوم تجربی (پزشکی و داروسازی، زیست‌شناسی، کانی شناسی)
- برگزاری دوره‌های تحصیلات تکمیلی تاریخ علوم به منظور پرورش افراد کاشناس برای دانشگاه‌ها و دیگر مراکز علمی
- ایجاد کتابخانه تخصصی و بانک اطلاعات برای رشته‌های تاریخ علوم
- ایجاد همکاری و رابطه بین کارشناسان و پژوهشگران ایرانی و خارجی
- برگزاری سخنرانی‌های عمومی و تخصصی در زمینه تاریخ علوم
- انتشار آثار برجسته علمی در دوره اسلامی و همچنین مجله و بولتین «تاریخ علم»
- به کاربری دست‌آوردهای جدید موسسات تاریخ علم در تمامی سطوح پژوهشی